# Lake Jaques
Der Lake Jaques ist ein See an der Ingrid-Christensen-Küste des ostantarktischen Prinzessin-Elisabeth-Lands. In den Larsemann Hills liegt er 3,5 km südwestlich der Law-Racoviță-Station an der Basis der Stinear-Halbinsel. Sein Südufer wird bestimmt durch Eiskliffs des Antarktischen Eisschilds.
Das Antarctic Names Committee of Australia benannte ihn nach dem Meteorologen George „Tony“ Jaques, stellvertretender Leiter einer 1987 durchgeführten Kampagne der Australian National Antarctic Research Expeditions.